# Triptila virescens
Triptila virescens là một loài bướm đêm trong họ Geometridae.